# Eddie Olczyk
Edward Walter „Eddie“ Olczyk (* 16. August 1966 in Chicago, Illinois) ist ein ehemaliger US-amerikanischer Eishockeyspieler und -trainer italienisch-polnischer Abstammung. Zwischen 1984 und 2000 bestritt der Center über 1000 Partien für sechs Teams in der National Hockey League, nachdem ihn die Chicago Blackhawks im NHL Entry Draft 1984 an dritter Position ausgewählt hatten. Außer für Chicago war er anschließend für die Toronto Maple Leafs, Winnipeg Jets, New York Rangers, Los Angeles Kings und Pittsburgh Penguins aktiv, wobei er mit den Rangers in den Playoffs 1994 den Stanley Cup gewann. Darüber hinaus vertrat er die Nationalmannschaft der USA bei zahlreichen internationalen Turnieren und erreichte dabei unter anderen den zweiten Platz beim Canada Cup 1991. Seit 2012 ist er Mitglied der United States Hockey Hall of Fame.
Nach dem Ende seiner aktiven Karriere war Olczyk von 2003 bis 2005 als Cheftrainer der Pittsburgh Penguins tätig, verfolgte diese Laufbahn jedoch in der Folge nicht weiter. Stattdessen wurde er einer breiteren Öffentlichkeit als TV-Kommentator von NBC bekannt.

## Karriere

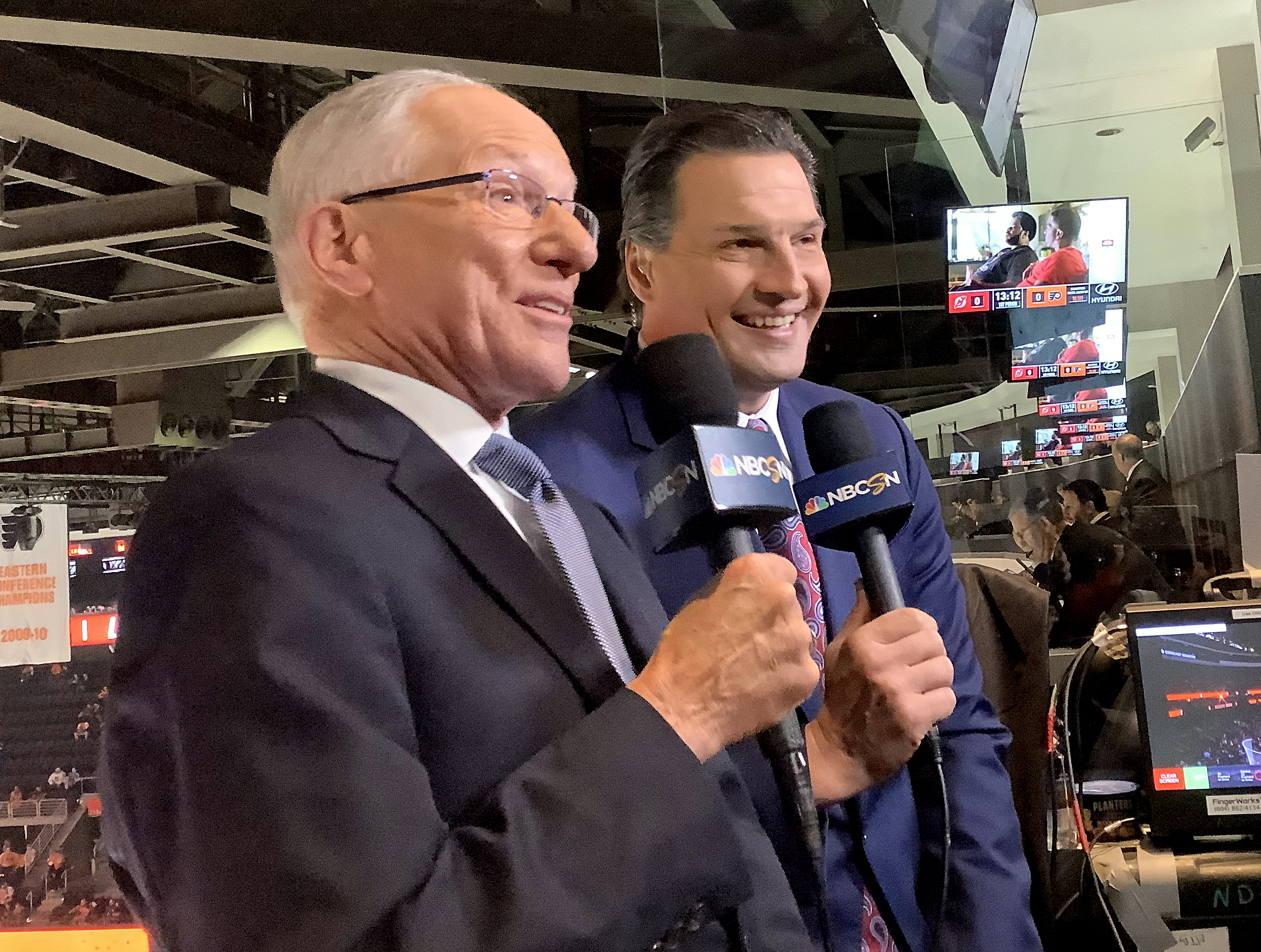
Olczyk (rechts) mit Mike Emrick (2019)

Eddie Olczyk wurde beim NHL Entry Draft 1984 von den Chicago Black Hawks in der ersten Runde als insgesamt dritter Pick gezogen. Gleich in der darauf folgenden Saison schaffte er den Sprung in die NHL. Nach drei sehr guten Jahren in Chicago wechselte er zu den Toronto Maple Leafs. Dort war er in den beiden ersten Jahren Topscorer. 1990 wechselte Olczyk zu den Winnipeg Jets. Nach weiteren zwei Jahren ging er zu den New York Rangers, mit denen er in der Saison 1993/94 den Stanley Cup gewann. Nach zwei Jahren in Manhattan kehrte Olczyk nach Winnipeg zurück. Mit 30 Jahren wechselte er zur Saison 1996/97 zu den Los Angeles Kings. Er spielte nicht mehr auf dem Niveau junger Jahre. Noch während der Saison wechselte er nach Pittsburgh Penguins. Zur Saison 1998/99 kehrte er zu den Chicago Blackhawks zurück und beendete dort 2000 seine aktive Karriere. Insgesamt hatte er 1031 NHL-Partien bestritten und dabei 794 Scorerpunkte verzeichnet.
Zwischen 2003 und 2005 war Olczyk Cheftrainer der Pittsburgh Penguins.
Am 15. Oktober 2012 wurde er für seine Verdienste rund um den Eishockeysport in den Vereinigten Staaten in die United States Hockey Hall of Fame aufgenommen.
Heute arbeitet er im Fernsehumfeld als Kommentator für NBC, die Chicago Blackhawks und unter anderem auch für die Spieleserie NHL von EA Sports.

## Erfolge und Auszeichnungen
- 1991 Silbermedaille beim Canada Cup
- 1994 Stanley-Cup-Gewinn mit den New York Rangers
- 2012 Aufnahme in die United States Hockey Hall of Fame
- 2013 Aufnahme in die National Italian American Sports Hall of Fame